# Средняя Подьяческая улица
Средняя Подья́ческая у́лица — улица в Адмиралтейском районе Санкт-Петербурга. Проходит от набережной канала Грибоедова до проспекта Римского-Корсакова и набережной канала Грибоедова.

## История
Улица возникла в первой половине XVIII века. 20 августа 1739 года ей присвоено название Приказная Адмиралтейская улица по находящемуся поблизости Приказу Адмиралтейской верфи. С 1767 года существует название 2-я Подьяческая улица по проживавшим в этой части города людям малого сословия, в том числе подьячих. С 1772 года параллельно появляется название Малая Подьяческая улица. Современное название Средняя Подьяческая улица существует с 1821 года, в связи с перенесением прежнего названия на соседнюю улицу.

## Достопримечательности
- Дом 1 — дом (левая часть) и особняк В. С. Балашева (А. Ф. Маркса) (1875, архитекторы П. Н. Волков, Н. В. Трусов, Л. Ф. Шперер и др.).  памятник архитектуры (вновь выявленный объект)[2]
- Дом 2 — здание Первого (Екатерининского) общественного собрания (1905—1907, арх. О. Р. Мунц, воен. инж. Н. В. Смирнов).  Объект культурного наследия № 7810024000№ 7810024000

- Дом 4 — жилой дом (конец XVIII — начало XIX века, автор не установлен).  памятник архитектуры (вновь выявленный объект)[2]
- Дом 5 — доходный дом П. А. Федотова. С 1872 года владельцем дома был М. А. Домонтович, а затем его родственники и наследники. В этом доме родилась его дочь А. М. Коллонтай[3]. В 1910-х годах в этом доме в квартире № 13 жил вместе с матерью поэт Игорь Северянин[4].  памятник архитектуры (вновь выявленный объект)[2]
- Дом 7 — жилой дом (начало XIX века, автор не установлен).  памятник архитектуры (вновь выявленный объект)[2]
- Дом 8 (Большая Подьяческая улица, д. 7) — доходный дом (1875 — арх. Эрбер Александр Семенович) 1891: Общество попечения о глухонемых
- Дом 9 — доходный дом (1875, архитектор А. В. Иванов).
- Дом 11 — дом Е. Н. Корево.  памятник архитектуры (вновь выявленный объект)[2]
- Дом 13 — доходный дом Г. В. Попова (1908—1909, архитектор А. И. Тилинский).
- Дом 14 — доходный дом (1900, архитектор П. С. Косюра)[5].
- Дом 15А (набережная канала Грибоедова, д. 104 / проспект Римского-Корсакова, д. 25) — дом Ивана Вальха. В этом доме с ноября 1816 по август 1818 года жил А. С. Грибоедов. Также здание известно как «Дом старухи-процентщицы», в котором жила героиня романа Ф. М. Достоевского «Преступление и наказание» — старуха-процентщица Алёна Ивановна, убитая Родионом Раскольниковым топором. Её квартира располагалась во втором узком дворе.
- Дом 16 (угловой дом на участке дома 16, основной адрес — проспект Римского-Корсакова, д. 23) — доходный дом (1868—1869, архитектор В. А. Шрётер)[6].
- Харламов мост